# 15052 Emileschweitzer
15052 Emileschweitzer (1998 YD2) là một tiểu hành tinh vành đai chính được phát hiện ngày 17 tháng 12 năm 1998 bởi Khảo sát tiểu hành tinh OCA-DLR ở Caussols.